# Lars Larsson (lekkoatleta)
Lars Axel Larsson (ur. 17 czerwca 1911 w Lidingö, zm. 29 stycznia 1993 tamże) – szwedzki lekkoatleta, specjalizujący się w biegach długodystansowych, przede wszystkim w biegu na 3000 metrów z przeszkodami, olimpijczyk.

## Sukcesy sportowe
W 1936 r. był uczestnikiem igrzysk olimpijskich w Berlinie, w finale biegu na 3000 metrów z przeszkodami zajmując VI miejsce. Dwa lata później, w 1938 r., odniósł największy sukces w karierze, zdobywając w Paryżu tytuł mistrza Europy w biegu na 3000 metrów z przeszkodami. Pomiędzy 1936 a 1940 r. pięciokrotnie z rzędu zwyciężał w mistrzostwach Szwecji w biegu na 3000 metrów z przeszkodami, był również trzykrotnym rekordzistą kraju na tym dystansie.

## Rekordy życiowe
- bieg na 3000 m z przeszkodami – 9:07,0 – 1940
- bieg na 5000 m – 14:58,0 – 1936